# Mercedes AMG F1
A Mercedes egy német Formula–1-es csapat, ami 2010 óta a Brawn GP utódjaként vesz részt a Formula–1-es világbajnokságban. A csapatot – ami egyébként a jogelőd sikerei miatt került a Mercedes kezébe – a Daimler 45,1%-ban, az Aabar 30%-ban (a Daimler részvényese) birtokolja, míg a maradék 24,9%-ot megtartotta Ross Brawn.
A Mercedes korábban 1954-55-ben szerepelt saját csapattal a versenysorozatban, akkor Juan Manuel Fangio mindkét évben világbajnok lett. A visszatérést követően a 2012-es kínai nagydíjon nyertek először futamot Nico Rosberg révén. 2014-ben a csapat nagy fölénnyel megszerezte első konstruktőr-világbajnoki címét (az 1954–55-ös szereplés idején ezt még nem értékelték), és az egyéni világbajnokság is két versenyzője, Rosberg és Lewis Hamilton között dőlt el, kettejük vetélkedéséből év végén Hamilton került ki győztesen. 2015-ben Hamilton és a csapat is megvédte a címét. 2016-ban ismét a Mercedes nyerte mindkét világbajnoki címet, de a két pilóta közül ezúttal Rosberg kerekedett felül.
Néhány nappal a bajnoki címe után Rosberg váratlanul bejelentette a visszavonulását. Helyét a Williamstől érkező Valtteri Bottas vette át.
2017-ben és 2018-ban a Ferrari a korábbinál versenyképesebb riválisnak bizonyult, de a Mercedesnek mindkét szezonban sikerült felülkerekednie, és Hamiltonnal újabb világbajnoki címeket szereznie. 2019-re a Ferrari valamelyest visszaesett, a Kimi Räikkönen helyét átvevő Charles Leclerc pár versenyen erős ellenfélnek bizonyult a Red Bullos Max Verstappennel együtt, ám így sem tudta őket senki letaszítani a trónról, Lewis Hamilton egyéniben ismét győzött és a csapat is újra bajnok lett. A 2020-as, a Covid-19 miatt csonkára sikeredett évet hatalmas fölénnyel sikerült ismét megnyerniük, ezúttal különösebb kihívó nélkül. 2021-ben a 2020-as autók átdolgozott versenyautóit használták a csapatok, ezt a Red Bull használta ki a legjobban az év első felében, ezzel sikerül az év végén Max Verstappennek megvernie Lewis Hamiltont, így a holland versenyző lett a világbajnok az év utolsó versenyén, de a konstruktőri bajnoki cím ismét a Mercedesé lett. 2022-től Valtteri Bottas helyét George Russell vette át. A szabályváltozások nem jöttek ki jól a csapat számára, egyelőre csak a harmadik erőt képviselik, úgy néz ki, holtversenyben a McLarennel a Ferrari és a Red Bull mögött.

## Előzmények

### A Mercedes a motorsportban

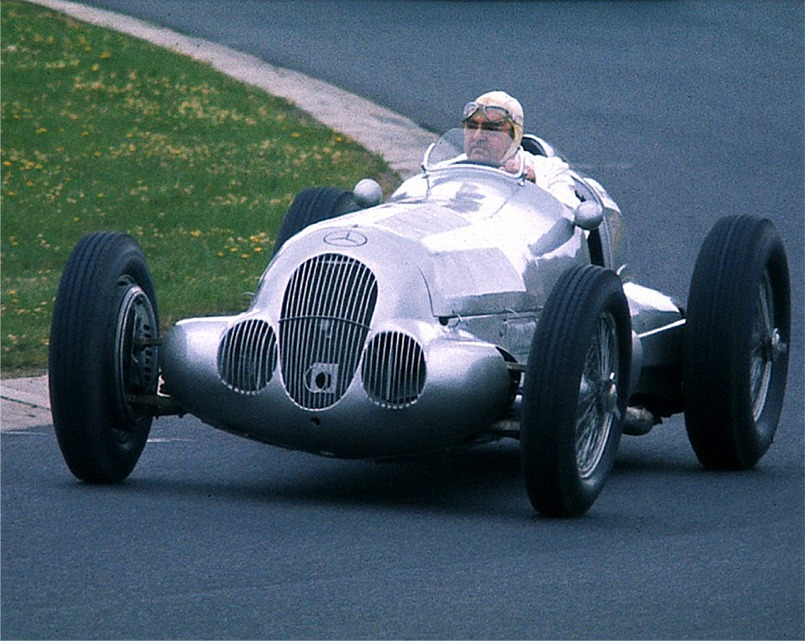
1937-es Mercedes-Benz W125-ös

A Mercedes-Benz már az 1930-as években is részt vett Grand Prix versenyeken, amikor az ezüstnyilak a rivális Auto Unionokkanal versenyeztek. Ezüst színük a legenda szerint onnan származik, hogy a súlyuk csökkentésére lekaparták a festéket az autókról. 1935-ben, 1936-ban és 1937-ben Rudolf Caracciola a Mercedesszel lett Európa-bajnok. A második világháború után 1954-ben tértek vissza a Formula–1-be, Alfred Neubauer vezetésével. A francia nagydíjon futották első versenyüket: Juan Manuel Fangio első, Karl Kling második, a kettős győzelmet bebiztosítva, míg Hermann Lang megfutotta a leggyorsabb kört. Fangio megnyerte a bajnokságot, majd 1955-ben ismét nyertek, ekkor már Stirling Moss is náluk versenyzett. A 9 versenyből hatot ők nyertek meg, Fangio ismét világbajnok lett. Az 1955-ös Le Mans-i 24 órás versenyen Pierre Levegh Mercedes 300 SLR sportautójával a közönségbe repült, ami saját maga és 84 néző halálát okozta. Ez nagyban hozzájárult a német márka 1955-ös visszavonulásához.

### A csapat elődei

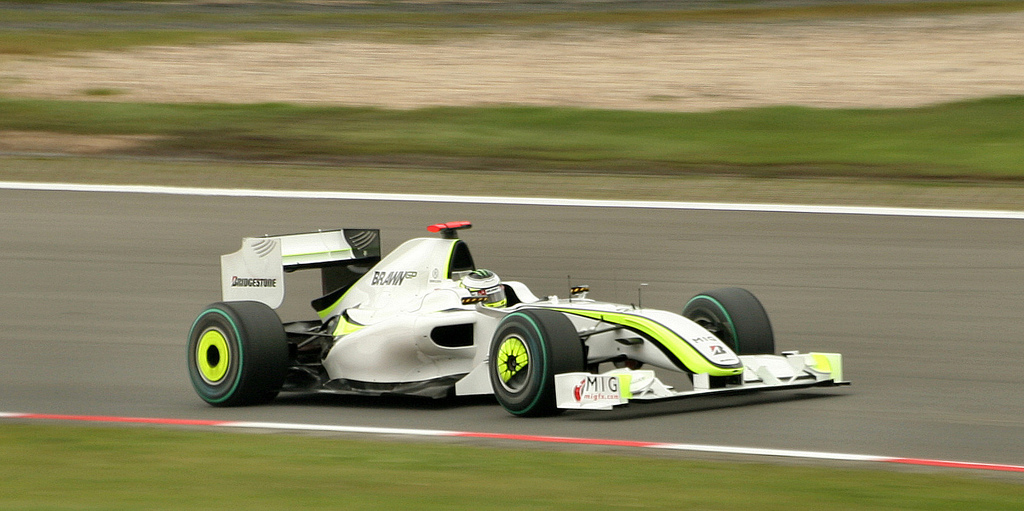
Jenson Button, a Brawn 2009-es világbajnoka

A csapat a '60-as évek végén még Tyrrell Racing néven futott. A csapat 1971-ben egyéni és konstruktőri világbajnoki címet ünnepelhetett Jackie Stewart révén, ami a csapat első és egyetlen bajnoki címe volt. 1973-ban Stewart egy újabb bajnoki cím birtokosaként vonult vissza a csapattól.
A Tyrrellből 1998 végén Jacques Villeneuve és menedzsere, Craig Pollock megalapította a British American Racinget, melynek névadója a British American Tobacco volt. Közben a BAR a csapat a ma is használt bázisára, Brackleybe költözött. A Tyrrellnek még Ockhamben volt a székhelye. A csapat legjobb éve 2004 volt, amikor a konstruktőri bajnokság második helyén végeztek. A BAR egyetlen futamgyőzelmet sem szerzett ennek ellenére.
2005-ben az akkori motorszállítójuk, a Honda felvásárolta a BAR összes részvényét és 2006-ban már gyári csapatként indult. A Hungaroringen Jenson Button és a csapat megszerezte első futamgyőzelmét, az év végén a bajnokság 4. helyén zártak. Ezt követően 2 évig sereghajtóként szerepeltek, majd a 2008 telén a Honda elhagyta a királykategóriát.
Ezt követően az akkori csapatfőnök, a Ferrari egykori sikerkovácsa, Ross Brawn jelképes összegért megvette a csapatot és Brawn GP néven indította el 2009-ben. A csapat első és egyetlen évében megszerezte az egyéni és konstruktőri világbajnokságot is.

## Újrakezdés a Brawnból

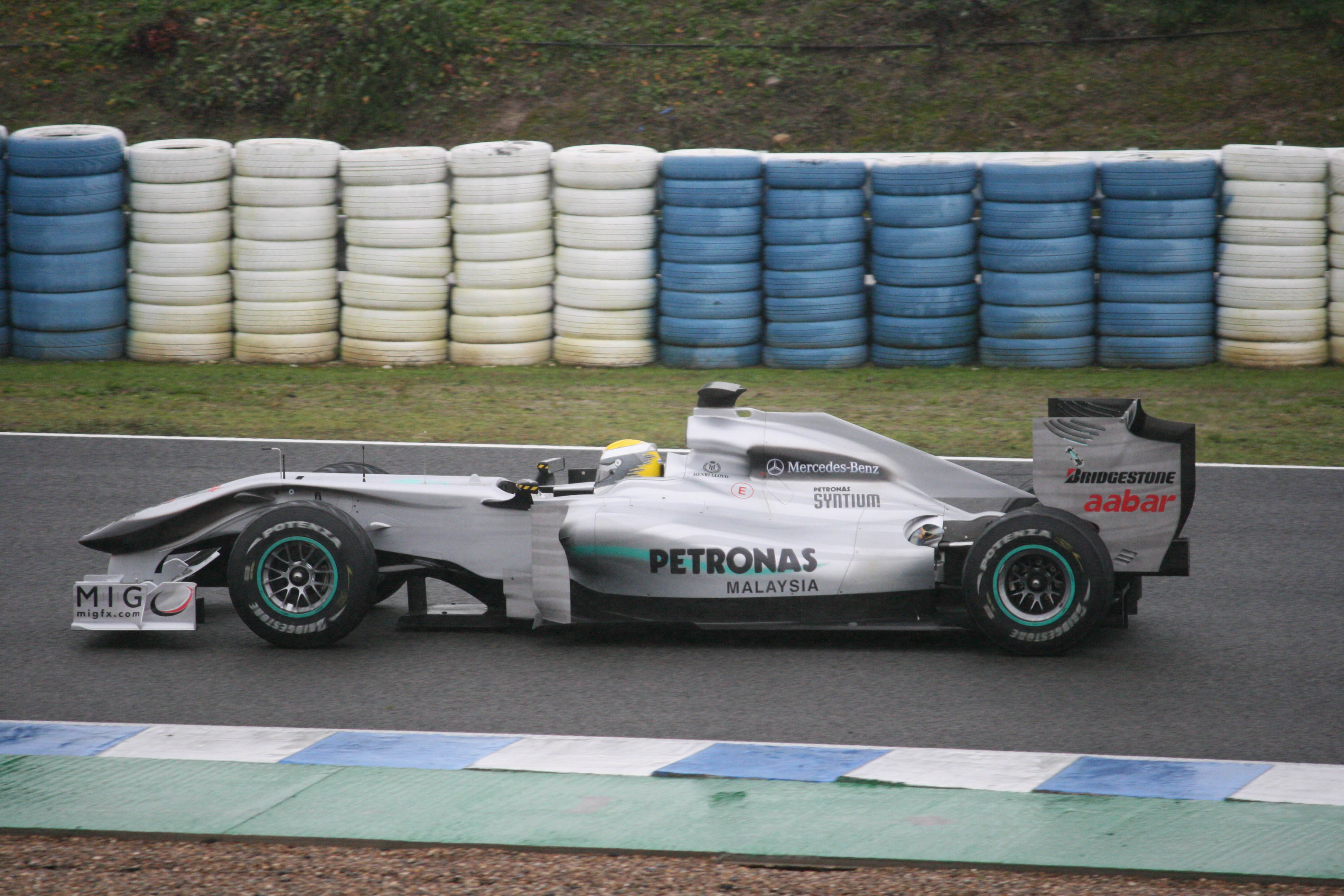
Nico Rosberg Jerezben

2009. november 16-án vált ismertté, hogy a Daimler 45,1%-ot, az Aabar 30%-ot (a Daimler részvényese) vásárol a Brawn GP-ből, míg a maradék 24,9%-ot megtartja Ross Brawn. Mindkét versenyző elhagyta a csapatot: Rubens Barrichello a Williamshez, a címvédő Jenson Button a McLarenhez igazolt. Helyükre két német érkezett a csapathoz. Nico Rosberg a Williamstől igazolt át, a hétszeres világbajnok Michael Schumacher (aki Formula–1-es pályafutása előtt a Mercedes színeiben versenyzett) három év szünet után tért vissza. 2009 decemberében jelentették be visszatérését, szerződése 2012-ig tart a csapattal. A tesztversenyző a szintén német Nick Heidfeld lett. A 2010-es modellt, az MGP W01-et február elsején vitték pályára Valenciában. 2009. december 21-én jelentették be, hogy a csapat főszponzora a malajziai Petronas lesz, így a csapat hivatalos neve Mercedes GP Petronas Formula One Team lett. 2012-ben ismét megváltoztatta a csapat a nevét, ekkortól a hivatalos név Mercedes AMG Petronas F1 Team. 2012 végén, Michael Schumacher bejelentette visszavonulását, az akkor még egyszeres világbajnok Lewis Hamilton szerződött a helyére, rá két évre sorozatban háromszor is megnyerte az egyéni világbajnokságot, és Rosberggel a konstruktőri világbajnokságot is.

## A Grand Prix Silberpfeile
1934 és 1939 között Silberpfeile (Ezüstnyilak) névvel illették a Mercedes-Benz és az Auto Union igen sikeres versenyautóit.
- Mercedes-Benz modellek || W25 • W125 • Stromlinienwagen • W154 • W165
- Versenyzők: Bäumer • von Brauchitsch • Brendel • Caracciola • Chiron • Fagioli • Geier • Hartmann • Henne • Kautz • Lang • Seaman • Zehender

## Motorszállítóként a sportban
A Mercedes 1994 óta szállít motorokat a királykategória mezőnyébe, első partnere a Sauber volt. 1995-ben kezdődött partneri kapcsolatuk a McLaren csapatával, akikkel egy konstruktőri és 3 egyéni világbajnoki címet nyertek. 2009-től a Force India és a Brawn GP is motorpartnerükké vált. Utóbbi alakulatot 2010-ben felvásárolták és önálló gyári csapatként folytatták. 2014-től a Williams istálló is a Mercedes vevőköréhez csatlakozott. 2015-ben a Lotus is a Mercedes erőforrásait használta, míg a korábbi partner McLaren Honda-motorra váltott. 2016-tól a Manor is a Mercedes erőforrásaira váltott, miután a Lotus csapatot felvásárolta a Renault. Év végén a Manor csapat megszűnt, így jelenleg a saját csapat mellett a Force Indiát és a Williamst látják el motorokkal. 2022-ben az Aston Martint, a Williams csapatát és a McLarent, illetve saját magukat látják el motorral

## Támogatott versenyzők
| Versenyző             | Évek                 | Jelenlegi bajnokság                 | Bajnoki címek |
| Jelenlegi versenyzők  | Jelenlegi versenyzők | Jelenlegi versenyzők                | Jelenlegi versenyzők |
| --------------------- | -------------------- | ----------------------------------- | --- |
| Andrea Kimi Antonelli | 2018–                | Formula Regionális Európa-bajnokság | Formula Regionális Közel-Kelet-bajnokság Olasz Formula–4-bajnokság ADAC Formula–4-bajnokság CIK-FIA Európa-bajnokság - OK (2x) WSK Euro Series - OK WSK Super Master Series - OKJ 24° South Garda Winter Cup - OKJ WSK Euro Series - OKJ ROK Cup International Final - Mini ROK' |
| Paul Aron             | 2019–                | FIA Formula–3                       | |
| Alex Powell           | 2019–                | gokartozás                          | 31° Andrea Margutti Trophy – OKJ ROK Cup Superfinal – Mini ROK (2019) |
| Frederik Vesti        | 2021–                | FIA Formula–2                       | |
| Jüanpu Cuj            | 2021–                | gokartozás                          | |
| Luna Fluxá            | 2022–                | gokartozás                          | |
| Kenzo Craigie         | 2023–                | gokartozás                          | |
| Korábbi versenyzők    |                      |                                     | |
| Pascal Wehrlein       | 2014–2018            | Formula–E                           | DTM (2015) |
| Esteban Ocon          | 2015–2019            | Formula–1                           | GP3 (2015) |
| George Russell        | 2017–2021            | Formula–1                           | Formula–2 (2018) GP3 (2017) |
| Daniel Guinchard      | 2022                 | Brit Formula–4-bajnokság            | |
| Andrea Kimi Antonelli | 2018–2024            | Formula–1                           | |

## Eredmények a Formula–1-ben

### Összefoglaló
| Szezon                                                                | Név                              | Modell                         | Gumi | Motor             | Üzemanyag | Versenyzők                                                                          | Helyezés                 |
| --------------------------------------------------------------------- | -------------------------------- | ------------------------------ | ---- | ----------------- | --------- | ----------------------------------------------------------------------------------- | ------------------------ |
| 1954                                                                  | Daimler-Benz AG                  | Mercedes-Benz W196             | C    | Mercedes L8       |           | Juan Manuel Fangio Hans Herrmann Karl Kling Hermann Lang                            | –                        |
| 1955                                                                  | Daimler-Benz AG                  | Mercedes-Benz W196             | C    | Mercedes L8       |           | Juan Manuel Fangio Hans Herrmann Karl Kling Stirling Moss André Simon Piero Taruffi | –                        |
| 1956-tól 2009-ig a Mercedes nem vett részt csapatként a Formula–1-ben |                                  |                                |      |                   |           |                                                                                     |                          |
| 2010                                                                  | Mercedes GP Petronas F1 Team     | Mercedes MGP W01               | B    | Mercedes V8       | Petronas  | Michael Schumacher Nico Rosberg                                                     | 4. (214 pont)            |
| 2011                                                                  | Mercedes GP Petronas F1 Team     | Mercedes MGP W02               | P    | Mercedes V8       | Petronas  | Michael Schumacher Nico Rosberg                                                     | 4. (165 pont)            |
| 2012                                                                  | Mercedes AMG Petronas F1 Team    | Mercedes F1 W03                | P    | Mercedes V8       | Petronas  | Michael Schumacher Nico Rosberg                                                     | 5. (142 pont)            |
| 2013                                                                  | Mercedes AMG Petronas F1 Team    | Mercedes F1 W04                | P    | Mercedes V8       | Petronas  | Lewis Hamilton Nico Rosberg                                                         | 2. (360 pont)            |
| 2014                                                                  | Mercedes AMG Petronas F1 Team    | Mercedes F1 W05 Hybrid         | P    | Mercedes V6 turbó | Petronas  | Lewis Hamilton Nico Rosberg                                                         | Világbajnok (701 pont)   |
| 2015                                                                  | Mercedes AMG Petronas F1 Team    | Mercedes F1 W06 Hybrid         | P    | Mercedes V6 turbó | Petronas  | Lewis Hamilton Nico Rosberg                                                         | Világbajnok (703 pont)   |
| 2016                                                                  | Mercedes AMG Petronas F1 Team    | Mercedes F1 W07 Hybrid         | P    | Mercedes V6 turbó | Petronas  | Lewis Hamilton Nico Rosberg                                                         | Világbajnok (765 pont)   |
| 2017                                                                  | Mercedes-AMG Petronas Motorsport | Mercedes F1 W08 EQ Power+      | P    | Mercedes V6 turbó | Petronas  | Lewis Hamilton Valtteri Bottas                                                      | Világbajnok (668 pont)   |
| 2018                                                                  | Mercedes-AMG Petronas Motorsport | Mercedes F1 W09 EQ Power+      | P    | Mercedes V6 turbó | Petronas  | Lewis Hamilton Valtteri Bottas                                                      | Világbajnok (655 pont)   |
| 2019                                                                  | Mercedes-AMG Petronas Motorsport | Mercedes F1 W10 EQ Power+      | P    | Mercedes V6 turbó | Petronas  | Lewis Hamilton Valtteri Bottas                                                      | Világbajnok (739 pont)   |
| 2020                                                                  | Mercedes-AMG Petronas F1 Team    | Mercedes F1 W11 EQ Performance | P    | Mercedes V6 turbó | Petronas  | Lewis Hamilton George Russell Valtteri Bottas                                       | Világbajnok (573 pont)   |
| 2021                                                                  | Mercedes-AMG Petronas F1 Team    | Mercedes F1 W12 E Performance  | P    | Mercedes V6 turbó | Petronas  | Lewis Hamilton Valtteri Bottas                                                      | Világbajnok (613,5 pont) |
| 2022                                                                  | Mercedes-AMG Petronas F1 Team    | Mercedes F1 W13 E Performance  | P    | Mercedes V6 turbó | Petronas  | Lewis Hamilton George Russell                                                       | 3. (515 pont)            |
| 2023                                                                  | Mercedes-AMG Petronas F1 Team    | Mercedes F1 W14 E Performance  | P    | Mercedes V6 turbó | Petronas  | Lewis Hamilton George Russell                                                       | 2. (409 pont)            |

- A szezon jelenleg is tart.

### Teljes Formula–1-es eredménysorozata
(Táblázat értelmezése)

(Félkövér: pole-pozícióból indult; dőlt: leggyorsabb kört futott) 

| A Mercedes teljes Formula–1-es eredménysorozata                                  | A Mercedes teljes Formula–1-es eredménysorozata | A Mercedes teljes Formula–1-es eredménysorozata | A Mercedes teljes Formula–1-es eredménysorozata | A Mercedes teljes Formula–1-es eredménysorozata | A Mercedes teljes Formula–1-es eredménysorozata | A Mercedes teljes Formula–1-es eredménysorozata | A Mercedes teljes Formula–1-es eredménysorozata |     |     |     |     |     |     |     |     |     |     |     |     |     |     |     |     |     |     |     |       |          |
| Év                                                                               | Modell                                          | Motor                                           | Gumi                                            | Versenyzők                                      | 1                                               | 2                                               | 3                                               | 4   | 5   | 6   | 7   | 8   | 9   | 10  | 11  | 12  | 13  | 14  | 15  | 16  | 17  | 18  | 19  | 20  | 21  | 22  | Pont  | Helyezés |
| -------------------------------------------------------------------------------- | ----------------------------------------------- | ----------------------------------------------- | ----------------------------------------------- | ----------------------------------------------- | ----------------------------------------------- | ----------------------------------------------- | ----------------------------------------------- | --- | --- | --- | --- | --- | --- | --- | --- | --- | --- | --- | --- | --- | --- | --- | --- | --- | --- | --- | ----- | -------- |
| 1954                                                                             | W196                                            | Mercedes M196 2.5 L8                            | C                                               |                                                 | ARG                                             | 500                                             | BEL                                             | FRA | GBR | GER | SUI | ITA | ESP |     |     |     |     |     |     |     |     |     |     |     |     |     | -**   | -**      |
| 1954                                                                             | W196                                            | Mercedes M196 2.5 L8                            | C                                               | Juan Manuel Fangio                              |                                                 |                                                 |                                                 | 1   | 4   | 1   | 1   | 1   | 3   |     |     |     |     |     |     |     |     |     |     |     |     |     | -**   | -**      |
| 1954                                                                             | W196                                            | Mercedes M196 2.5 L8                            | C                                               | Karl Kling                                      |                                                 |                                                 |                                                 | 2   | 7   | 4   | ki  | ki  | 5   |     |     |     |     |     |     |     |     |     |     |     |     |     | -**   | -**      |
| 1954                                                                             | W196                                            | Mercedes M196 2.5 L8                            | C                                               | Hans Herrmann                                   |                                                 |                                                 |                                                 | ki  |     | ki  | 3   | 4   | ki  |     |     |     |     |     |     |     |     |     |     |     |     |     | -**   | -**      |
| 1954                                                                             | W196                                            | Mercedes M196 2.5 L8                            | C                                               | Hermann Lang                                    |                                                 |                                                 |                                                 |     |     | ki  |     |     |     |     |     |     |     |     |     |     |     |     |     |     |     |     | -**   | -**      |
| 1955                                                                             | W196                                            | Mercedes M196 2.5 L8                            | C                                               |                                                 | ARG                                             | MON                                             | 500                                             | BEL | NED | GBR | ITA |     |     |     |     |     |     |     |     |     |     |     |     |     |     |     | -**   | -**      |
| 1955                                                                             | W196                                            | Mercedes M196 2.5 L8                            | C                                               | Juan Manuel Fangio                              | 1                                               | ki                                              |                                                 | 1   | 1   | 2   | 1   |     |     |     |     |     |     |     |     |     |     |     |     |     |     |     | -**   | -**      |
| 1955                                                                             | W196                                            | Mercedes M196 2.5 L8                            | C                                               | Karl Kling                                      | 4/                                              |                                                 |                                                 | ki  | ki  | 3   | ki  |     |     |     |     |     |     |     |     |     |     |     |     |     |     |     | -**   | -**      |
| 1955                                                                             | W196                                            | Mercedes M196 2.5 L8                            | C                                               | Hans Herrmann                                   | 4/                                              |                                                 |                                                 |     |     |     |     |     |     |     |     |     |     |     |     |     |     |     |     |     |     |     | -**   | -**      |
| 1955                                                                             | W196                                            | Mercedes M196 2.5 L8                            | C                                               | Stirling Moss                                   | 4/                                              | 9                                               |                                                 | 2   | 2   | 1   | ki  |     |     |     |     |     |     |     |     |     |     |     |     |     |     |     | -**   | -**      |
| 1955                                                                             | W196                                            | Mercedes M196 2.5 L8                            | C                                               | André Simon                                     |                                                 | ki                                              |                                                 |     |     |     |     |     |     |     |     |     |     |     |     |     |     |     |     |     |     |     | -**   | -**      |
| 1955                                                                             | W196                                            | Mercedes M196 2.5 L8                            | C                                               | Piero Taruffi                                   |                                                 |                                                 |                                                 |     |     | 4   | 2   |     |     |     |     |     |     |     |     |     |     |     |     |     |     |     | -**   | -**      |
| 1955-től 2009-ig a Mercedes nem vett részt gyári csapatként a világbajnokságokon |                                                 |                                                 |                                                 |                                                 |                                                 |                                                 |                                                 |     |     |     |     |     |     |     |     |     |     |     |     |     |     |     |     |     |     |     |       |          |
| 2010                                                                             | W01                                             | Mercedes-Benz FO 108X 2.4 V8                    | B                                               |                                                 | BHR                                             | AUS                                             | MAL                                             | CHN | ESP | MON | TUR | CAN | EUR | GBR | GER | HUN | BEL | ITA | SIN | JPN | KOR | BRA | UAE |     |     |     | 214   | 4.       |
| 2010                                                                             | W01                                             | Mercedes-Benz FO 108X 2.4 V8                    | B                                               | Michael Schumacher                              | 6                                               | 10                                              | ki                                              | 10  | 4   | 12  | 4   | 11  | 15  | 9   | 9   | 11  | 7   | 9   | 13  | 6   | 4   | 7   | ki  |     |     |     | 214   | 4.       |
| 2010                                                                             | W01                                             | Mercedes-Benz FO 108X 2.4 V8                    | B                                               | Nico Rosberg                                    | 5                                               | 5                                               | 3                                               | 3   | 13  | 7   | 5   | 6   | 10  | 3   | 8   | ki  | 6   | 5   | 5   | 17† | ki  | 6   | 4   |     |     |     | 214   | 4.       |
| 2011                                                                             | W02                                             | Mercedes-Benz FO 108Y 2.4 V8                    | P                                               |                                                 | AUS                                             | MAL                                             | CHN                                             | TUR | ESP | MON | CAN | EUR | GBR | GER | HUN | BEL | ITA | SIN | JPN | KOR | IND | UAE | BRA |     |     |     | 165   | 4.       |
| 2011                                                                             | W02                                             | Mercedes-Benz FO 108Y 2.4 V8                    | P                                               | Michael Schumacher                              | ki                                              | 9                                               | 8                                               | 12  | 6   | ki  | 4   | 17  | 9   | 8   | ki  | 5   | 5   | ki  | 6   | ki  | 5   | 7   | 15  |     |     |     | 165   | 4.       |
| 2011                                                                             | W02                                             | Mercedes-Benz FO 108Y 2.4 V8                    | P                                               | Nico Rosberg                                    | ki                                              | 12                                              | 5                                               | 5   | 7   | 11  | 11  | 7   | 6   | 7   | 9   | 6   | ki  | 7   | 10  | 8   | 6   | 6   | 7   |     |     |     | 165   | 4.       |
| 2012                                                                             | W03                                             | Mercedes-Benz FO 108Z 2.4 V8                    | P                                               |                                                 | AUS                                             | MAL                                             | CHN                                             | BHR | ESP | MON | CAN | EUR | GBR | GER | HUN | BEL | ITA | SIN | JPN | KOR | IND | UAE | USA | BRA |     |     | 142   | 5.       |
| 2012                                                                             | W03                                             | Mercedes-Benz FO 108Z 2.4 V8                    | P                                               | Michael Schumacher                              | ki                                              | 10                                              | ki                                              | 10  | ki  | ki  | ki  | 3   | 7   | 7   | ki  | 7   | 6   | ki  | 11  | 13  | ki  | ki  | 16  | 7   |     |     | 142   | 5.       |
| 2012                                                                             | W03                                             | Mercedes-Benz FO 108Z 2.4 V8                    | P                                               | Nico Rosberg                                    | 12                                              | 13                                              | 1                                               | 5   | 7   | 2   | 6   | 6   | 15  | 10  | 10  | 11  | 7   | 5   | ki  | ki  | 11  | ki  | 13  | 15  |     |     | 142   | 5.       |
| 2013                                                                             | W04                                             | Mercedes-Benz FO 108F 2.4 V8                    | P                                               |                                                 | AUS                                             | MAL                                             | CHN                                             | BHR | ESP | MON | CAN | GBR | GER | HUN | BEL | ITA | SIN | KOR | JPN | IND | UAE | USA | BRA |     |     |     | 360   | 2.       |
| 2013                                                                             | W04                                             | Mercedes-Benz FO 108F 2.4 V8                    | P                                               | Nico Rosberg                                    | ki                                              | 4                                               | ki                                              | 9   | 6   | 1   | 5   | 1   | 9   | 19† | 4   | 6   | 4   | 7   | 8   | 2   | 3   | 9   | 5   |     |     |     | 360   | 2.       |
| 2013                                                                             | W04                                             | Mercedes-Benz FO 108F 2.4 V8                    | P                                               | Lewis Hamilton                                  | 5                                               | 3                                               | 3                                               | 5   | 12  | 4   | 3   | 4   | 5   | 1   | 3   | 9   | 5   | 5   | ki  | 6   | 7   | 4   | 9   |     |     |     | 360   | 2.       |
| 2014                                                                             | W05                                             | Mercedes-Benz PU106A Hybrid 1.6 V6 turbó        | P                                               |                                                 | AUS                                             | MAL                                             | BHR                                             | CHN | ESP | MON | CAN | AUT | GBR | GER | HUN | BEL | ITA | SIN | JPN | RUS | USA | BRA | UAE |     |     |     | 701   | 1.       |
| 2014                                                                             | W05                                             | Mercedes-Benz PU106A Hybrid 1.6 V6 turbó        | P                                               | Lewis Hamilton                                  | ki                                              | 1                                               | 1                                               | 1   | 1   | 2   | ki  | 2   | 1   | 3   | 3   | ki  | 1   | 1   | 1   | 1   | 1   | 2   | 1   |     |     |     | 701   | 1.       |
| 2014                                                                             | W05                                             | Mercedes-Benz PU106A Hybrid 1.6 V6 turbó        | P                                               | Nico Rosberg                                    | 1                                               | 2                                               | 2                                               | 2   | 2   | 1   | 2   | 1   | ki  | 1   | 4   | 2   | 2   | ki  | 2   | 2   | 2   | 1   | 14  |     |     |     | 701   | 1.       |
| 2015                                                                             | W06                                             | Mercedes-Benz PU106B Hybrid 1.6 V6 turbó        | P                                               |                                                 | AUS                                             | MAL                                             | CHN                                             | BHR | ESP | MON | CAN | AUT | GBR | HUN | BEL | ITA | SIN | JPN | RUS | USA | MEX | BRA | UAE |     |     |     | 703   | 1.       |
| 2015                                                                             | W06                                             | Mercedes-Benz PU106B Hybrid 1.6 V6 turbó        | P                                               | Lewis Hamilton                                  | 1                                               | 2                                               | 1                                               | 1   | 2   | 3   | 1   | 2   | 1   | 6   | 1   | 1   | ki  | 1   | 1   | 1   | 2   | 2   | 2   |     |     |     | 703   | 1.       |
| 2015                                                                             | W06                                             | Mercedes-Benz PU106B Hybrid 1.6 V6 turbó        | P                                               | Nico Rosberg                                    | 2                                               | 3                                               | 2                                               | 3   | 1   | 1   | 2   | 1   | 2   | 8   | 2   | 17† | 4   | 2   | ki  | 2   | 1   | 1   | 1   |     |     |     | 703   | 1.       |
| 2016                                                                             | W07                                             | Mercedes-Benz PU 106C Hybrid 1.6 V6 turbó       | P                                               |                                                 | AUS                                             | BHR                                             | CHN                                             | RUS | ESP | MON | CAN | EUR | AUT | GBR | HUN | GER | BEL | ITA | SIN | MAL | JPN | USA | MEX | BRA | UAE |     | 765   | 1.       |
| 2016                                                                             | W07                                             | Mercedes-Benz PU 106C Hybrid 1.6 V6 turbó       | P                                               | Lewis Hamilton                                  | 2                                               | 3                                               | 7                                               | 2   | ki  | 1   | 1   | 5   | 1   | 1   | 1   | 1   | 3   | 2   | 3   | ki  | 3   | 1   | 1   | 1   | 1   |     | 765   | 1.       |
| 2016                                                                             | W07                                             | Mercedes-Benz PU 106C Hybrid 1.6 V6 turbó       | P                                               | Nico Rosberg                                    | 1                                               | 1                                               | 1                                               | 1   | ki  | 7   | 5   | 1   | 4   | 3   | 2   | 4   | 1   | 1   | 1   | 3   | 1   | 2   | 2   | 2   | 2   |     | 765   | 1.       |
| 2017                                                                             | W08                                             | Mercedes F1 M08 EQ Power+ Hybrid 1.6 V6 turbó   | P                                               |                                                 | AUS                                             | CHN                                             | BHR                                             | RUS | ESP | MON | CAN | AZE | AUT | GBR | HUN | BEL | ITA | SIN | MAL | JPN | USA | MEX | BRA | UAE |     |     | 668   | 1.       |
| 2017                                                                             | W08                                             | Mercedes F1 M08 EQ Power+ Hybrid 1.6 V6 turbó   | P                                               | Lewis Hamilton                                  | 2                                               | 1                                               | 2                                               | 4   | 1   | 7   | 1   | 5   | 4   | 1   | 4   | 1   | 1   | 1   | 2   | 1   | 1   | 9   | 4   | 2   |     |     | 668   | 1.       |
| 2017                                                                             | W08                                             | Mercedes F1 M08 EQ Power+ Hybrid 1.6 V6 turbó   | P                                               | Valtteri Bottas                                 | 3                                               | 6                                               | 3                                               | 1   | ki  | 4   | 2   | 2   | 1   | 2   | 3   | 5   | 2   | 3   | 5   | 4   | 5   | 2   | 2   | 1   |     |     | 668   | 1.       |
| 2018                                                                             | W09                                             | Mercedes F1 M09 EQ Power+ Hybrid 1.6 V6 turbó   | P                                               |                                                 | AUS                                             | BHR                                             | CHN                                             | AZE | ESP | MON | CAN | FRA | AUT | GBR | GER | HUN | BEL | ITA | SIN | RUS | JPN | USA | MEX | BRA | UAE |     | 655   | 1.       |
| 2018                                                                             | W09                                             | Mercedes F1 M09 EQ Power+ Hybrid 1.6 V6 turbó   | P                                               | Lewis Hamilton                                  | 2                                               | 3                                               | 4                                               | 1   | 1   | 3   | 5   | 1   | ki  | 2   | 1   | 1   | 2   | 1   | 1   | 1   | 1   | 3   | 4   | 1   | 1   |     | 655   | 1.       |
| 2018                                                                             | W09                                             | Mercedes F1 M09 EQ Power+ Hybrid 1.6 V6 turbó   | P                                               | Valtteri Bottas                                 | 8                                               | 2                                               | 2                                               | 14† | 2   | 5   | 2   | 7   | ki  | 4   | 2   | 5   | 4   | 3   | 4   | 2   | 2   | 5   | 5   | 5   | 5   |     | 655   | 1.       |
| 2019                                                                             | W10                                             | Mercedes F1 M10 EQ Power+ Hybrid 1.6 V6 turbó   | P                                               |                                                 | AUS                                             | BHR                                             | CHN                                             | AZE | ESP | MON | CAN | FRA | AUT | GBR | GER | HUN | BEL | ITA | SIN | RUS | JPN | MEX | USA | BRA | UAE |     | 739   | 1.       |
| 2019                                                                             | W10                                             | Mercedes F1 M10 EQ Power+ Hybrid 1.6 V6 turbó   | P                                               | Lewis Hamilton                                  | 2                                               | 1                                               | 1                                               | 2   | 1   | 1   | 1   | 1   | 5   | 1   | 9   | 1   | 2   | 3   | 4   | 1   | 3   | 1   | 2   | 7   | 1   |     | 739   | 1.       |
| 2019                                                                             | W10                                             | Mercedes F1 M10 EQ Power+ Hybrid 1.6 V6 turbó   | P                                               | Valtteri Bottas                                 | 1                                               | 2                                               | 2                                               | 1   | 2   | 3   | 4   | 2   | 3   | 2   | ki  | 8   | 3   | 2   | 5   | 2   | 1   | 3   | 1   | ki  | 4   |     | 739   | 1.       |
| 2020                                                                             | W11                                             | Mercedes F1 M10 EQ Power+ Hybrid 1.6 V6         | P                                               |                                                 | AUT                                             | STY                                             | HUN                                             | GBR | 70  | ESP | BEL | ITA | TOS | RUS | EIF | POR | EMI | TUR | BHR | SAK | UAE |     |     |     |     |     | 573   | 1.       |
| 2020                                                                             | W11                                             | Mercedes F1 M10 EQ Power+ Hybrid 1.6 V6         | P                                               | Lewis Hamilton                                  | 4                                               | 1                                               | 1                                               | 1   | 2   | 1   | 1   | 7   | 1   | 3   | 1   | 1   | 1   | 1   | 1   |     | 3   |     |     |     |     |     | 573   | 1.       |
| 2020                                                                             | W11                                             | Mercedes F1 M10 EQ Power+ Hybrid 1.6 V6         | P                                               | George Russell                                  |                                                 |                                                 |                                                 |     |     |     |     |     |     |     |     |     |     |     |     | 9   |     |     |     |     |     |     | 573   | 1.       |
| 2020                                                                             | W11                                             | Mercedes F1 M10 EQ Power+ Hybrid 1.6 V6         | P                                               | Valtteri Bottas                                 | 1                                               | 2                                               | 3                                               | 11  | 3   | 3   | 2   | 5   | 2   | 1   | ki  | 2   | 2   | 14  | 8   | 8   | 2   |     |     |     |     |     | 573   | 1.       |
| 2021                                                                             | W12                                             | Mercedes F1 M12 Performance 1.6 V6 turbó        | P                                               |                                                 | BHR                                             | EMI                                             | POR                                             | ESP | MON | AZE | FRA | STY | AUT | GBR | HUN | BEL | NED | ITA | RUS | TUR | USA | MEX | BRA | QAT | SAU | UAE | 613,5 | 1.       |
| 2021                                                                             | W12                                             | Mercedes F1 M12 Performance 1.6 V6 turbó        | P                                               | Lewis Hamilton                                  | 1                                               | 2                                               | 1                                               | 1   | 7   | 15  | 2   | 2   | 4   | 1   | 2   | 3   | 2   | ki  | 1   | 5   | 2   | 2   | 1   | 1   | 1   | 2   | 613,5 | 1.       |
| 2021                                                                             | W12                                             | Mercedes F1 M12 Performance 1.6 V6 turbó        | P                                               | Valtteri Bottas                                 | 3                                               | ki                                              | 3                                               | 3   | ki  | 12  | 4   | 3   | 2   | 3   | ki  | 12  | 3   | 3   | 5   | 1   | 6   | 15  | 3   | ki  | 3   | 6   | 613,5 | 1.       |

* Folyamatban lévő szezon.
** 1958-ig nem rendeztek konstruktőri bajnokságot
/ – Megosztott versenyzés.
† – Nem fejezte be a futamot, de rangsorolva lett, mert teljesítette a versenytáv 90%-át.
A 2014-es szezonzáró abu-dzabi nagydíjon dupla pontokat osztottak ki.